# Sacra romana imperatrice

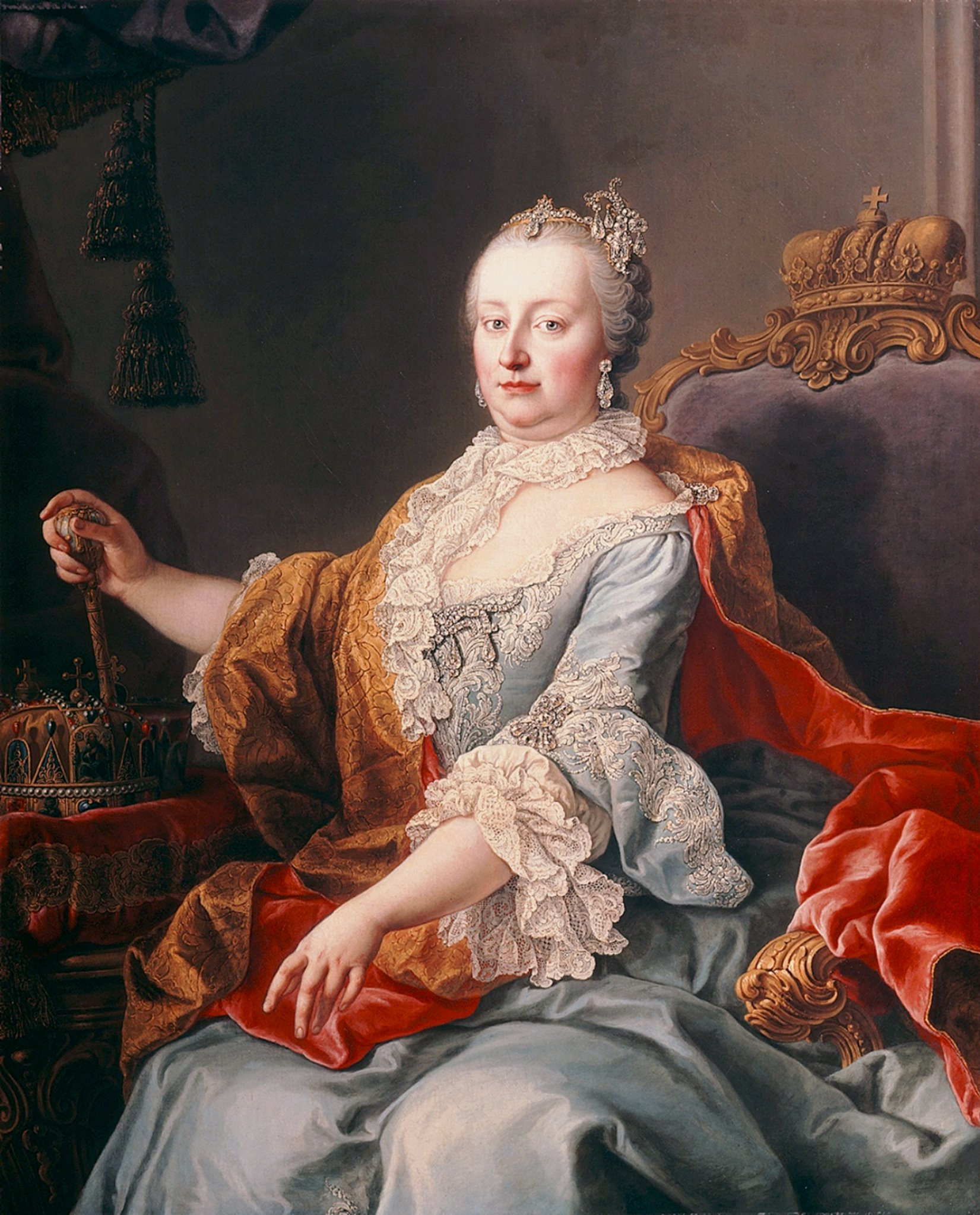
Maria Teresa d'Austria (1717-1780)

Sacra romana imperatrice o imperatrice del Sacro Romano Impero era il titolo delle imperatrici consorti del sacro romano imperatore.
L'elevazione alla dignità imperiale era riservata ai soli maschi, pertanto non ci fu mai un'imperatrice regnante. Nonostante ciò, alcune consorti come Adelaide di Borgogna o Maria Teresa d'Austria, riuscirono a gestire l'autorità imperiale in ogni suo aspetto, divenendo de facto imperatrici regnanti, pur non essendolo "legalmente".
Anche se il titolo di sacra romana imperatrice coincideva molto spesso con quelli di regina di Germania e regina dei Romani, alcune consorti premorirono all'elezione del marito alla dignità imperiale, non riuscendo quindi a detenere il titolo di imperatrice.
La lista che segue, elenca quindi solo le sacre romane imperatrici che poterono legittimamente fregiarsi di tale titolo.

## Carolingi
| Immagine | Nome                  | Padre                                    | Nascita   | Matrimonio    | Divenne imperatrice | Cessò di essere imperatrice | Morte                | Consorte    |
| -------- | --------------------- | ---------------------------------------- | --------- | ------------- | ------------------- | --------------------------- | -------------------- | ----------- |
|          | Ermengarda di Hesbaye | Ingramm, conte di Hesbaye (Robertingi)   | circa 778 | 794/795       | 28 gennaio 814      | 3 ottobre 818               | 3 ottobre 818        | Ludovico I  |
|          | Giuditta di Baviera   | Guelfo I, conte di Altdorf (Welfen)      | 805       | 819           | 819                 | 20 giugno 840               | 19/23 aprile 843     | Ludovico I  |
|          | Ermengarda di Tours   | Ugo, conte di Tours (Eticonidi)          | ?         | 821           | 20 giugno 840       | 851                         | 851                  | Lotario I   |
|          | Engelberga d'Alsazia  | Adelchi I, conte di Parma (Supponidi)    | ?         | 5 ottobre 851 | 23 settembre 855    | 12 agosto 875               | 896-901              | Ludovico II |
|          | Richilde di Provenza  | Bivin, conte delle Ardenne (Bosonidi)    | 845       | 870           | 29 dicembre 875     | 5/6 ottobre 877             | 2 giugno 910         | Carlo II    |
|          | Riccarda di Svevia    | Ercangero, conte di Nordgau (Ahalofingi) | circa 840 | 862           | 12 febbraio 881     | 13 gennaio 888              | 18 settembre 894/896 | Carlo III   |

## Guidoni
| Immagine | Nome                   | Padre                                       | Nascita | Matrimonio     | Divenne imperatrice | Cessò di essere imperatrice | Morte         | Consorte |
| -------- | ---------------------- | ------------------------------------------- | ------- | -------------- | ------------------- | --------------------------- | ------------- | -------- |
|          | Ageltrude di Benevento | Adelchi, principe di Benevento (Longobardi) | ?       | prima dell'880 | maggio 891          | 12 dicembre 894             | 27 agosto 923 | Guido    |

## Carolingi
| Immagine | Nome            | Padre                                          | Nascita | Matrimonio | Divenne imperatrice | Cessò di essere imperatrice | Morte           | Consorte |
| -------- | --------------- | ---------------------------------------------- | ------- | ---------- | ------------------- | --------------------------- | --------------- | -------- |
|          | Ota di Neustria | Berengario I, marchese di Neustria (Corradini) | ?       | 888        | 22 febbraio 896     | 8 dicembre 899              | 30 novembre 903 | Arnolfo  |

## Bosonidi
| Immagine | Nome                   | Padre                                       | Nascita | Matrimonio     | Divenne imperatrice | Cessò di essere imperatrice | Morte | Consorte     |
| -------- | ---------------------- | ------------------------------------------- | ------- | -------------- | ------------------- | --------------------------- | ----- | ------------ |
|          | Anna di Costantinopoli | Leone VI, imperatore di Bisanzio (Macedoni) | 885     | attorno al 900 | 15/22 febbraio 901  | 21 luglio 905               | 912   | Ludovico III |

## Unrochidi
| Immagine | Nome               | Padre                                                       | Nascita | Matrimonio         | Divenne imperatrice | Cessò di essere imperatrice | Morte                  | Consorte   |
| -------- | ------------------ | ----------------------------------------------------------- | ------- | ------------------ | ------------------- | --------------------------- | ---------------------- | ---------- |
|          | Bertila di Spoleto | Suppo II, conte di Parma (Supponidi)                        | 860     | circa 880          | gennaio 915         | prima del dicembre 915      | prima del dicembre 915 | Berengario |
|          | Anna di Provenza   | Ludovico III, imperatore del Sacro Romano Impero (Bosonidi) | ?       | entro dicembre 915 | 7 aprile 924        | dopo il maggio 930          | dopo il maggio 930     | Berengario |

## Ottoni
| Immagine | Nome                      | Padre                                                          | Nascita   | Matrimonio    | Divenne imperatrice | Cessò di essere imperatrice | Morte           | Consorte  |
| -------- | ------------------------- | -------------------------------------------------------------- | --------- | ------------- | ------------------- | --------------------------- | --------------- | --------- |
|          | Adelaide di Borgogna      | Rodolfo II, re di Borgogna (Welfen)                            | 931       | 951           | 2 febbraio 962      | 7 maggio 973                | 16 dicembre 999 | Ottone I  |
|          | Teofano di Bisanzio       | Costantino Skleros (Skleros)                                   | 960       | 14 aprile 972 | 14 aprile 972       | 7 dicembre 983              | 15 giugno 991   | Ottone II |
|          | Cunegonda del Lussemburgo | Sigfrido, conte di Lussemburgo (Casata di Lussemburgo-Ardenne) | circa 975 | circa 1000    | 26 aprile 1014      | 13 luglio 1024              | 3 marzo 1033    | Enrico II |

## Salici
| Immagine | Nome                  | Padre                                      | Nascita           | Matrimonio       | Divenne imperatrice | Cessò di essere imperatrice | Morte             | Consorte   |
| -------- | --------------------- | ------------------------------------------ | ----------------- | ---------------- | ------------------- | --------------------------- | ----------------- | ---------- |
|          | Gisella di Svevia     | Ermanno II, duca di Svevia (Corradini)     | 11 novembre 995   | 1016             | 26 marzo 1027       | 4 giugno 1039               | 14 febbraio 1043  | Corrado II |
|          | Agnese di Poitou      | Guglielmo V, duca d'Aquitania (Ramnulfidi) | 1025              | 21 novembre 1043 | 25 dicembre 1046    | 5 ottobre 1056              | 1077              | Enrico III |
|          | Berta di Savoia       | Oddone I, conte di Savoia (Savoia)         | 21 settembre 1051 | 13 luglio 1066   | 21 marzo 1084       | 27 dicembre 1087            | 27 dicembre 1087  | Enrico IV  |
|          | Eufrasia di Kiev      | Vsevolod I, gran principe di Kiev (Rurik)  | 1071              | 14 agosto 1089   | 14 agosto 1089      | 31 dicembre 1105            | 20 luglio 1109    | Enrico IV  |
|          | Matilde d'Inghilterra | Enrico I, re d'Inghilterra (Normanni)      | 7 febbraio 1101   | 7 gennaio 1114   | 7 gennaio 1114      | 23 maggio 1125              | 10 settembre 1167 | Enrico V   |

## Billunghi del Supplimburgo
| Immagine | Nome                 | Padre                                  | Nascita         | Matrimonio | Divenne imperatrice | Cessò di essere imperatrice | Morte          | Consorte   |
| -------- | -------------------- | -------------------------------------- | --------------- | ---------- | ------------------- | --------------------------- | -------------- | ---------- |
|          | Richenza di Northeim | Enrico, margravio di Frisia (Northeim) | circa 1087/1089 | circa 1100 | 4 giugno 1133       | 4 dicembre 1137             | 10 giugno 1141 | Lotario II |

## Hohenstaufen
| Immagine | Nome                 | Padre                                      | Nascita | Matrimonio      | Divenne imperatrice | Cessò di essere imperatrice | Morte            | Consorte   |
| -------- | -------------------- | ------------------------------------------ | ------- | --------------- | ------------------- | --------------------------- | ---------------- | ---------- |
|          | Beatrice di Borgogna | Rinaldo III, conte di Borgogna (Anscarici) | 1143    | 9 giugno 1156   | 9 giugno 1156       | 15 novembre 1184            | 15 novembre 1184 | Federico I |
|          | Costanza d'Altavilla | Ruggero II, re di Sicilia (Altavilla)      | 1154    | 27 gennaio 1186 | 14 aprile 1191      | 28 settembre 1197           | 27 novembre 1198 | Enrico VI  |

## Welfen-Brunswick
| Immagine | Nome               | Padre                                            | Nascita    | Matrimonio     | Divenne imperatrice | Cessò di essere imperatrice | Morte              | Consorte  |
| -------- | ------------------ | ------------------------------------------------ | ---------- | -------------- | ------------------- | --------------------------- | ------------------ | --------- |
|          | Beatrice di Svevia | Filippo di Svevia, re di Germania (Hohenstaufen) | 1198       | 23 luglio 1212 | 23 luglio 1212      | 11 agosto 1212              | 11 agosto 1212     | Ottone IV |
|          | Maria di Brabante  | Enrico I, duca di Brabante (Reginar)             | circa 1190 | 19 maggio 1214 | 19 maggio 1214      | 5 luglio 1215               | maggio/giugno 1260 | Ottone IV |

## Hohenstaufen
| Immagine | Nome                   | Padre                                     | Nascita | Matrimonio        | Divenne imperatrice | Cessò di essere imperatrice | Morte            | Consorte    |
| -------- | ---------------------- | ----------------------------------------- | ------- | ----------------- | ------------------- | --------------------------- | ---------------- | ----------- |
|          | Costanza d'Aragona     | Alfonso II, re d'Aragona (Barcellona)     | 1179    | 5 agosto 1209     | 22 novembre 1220    | 23 giugno 1222              | 23 giugno 1222   | Federico II |
|          | Iolanda di Brienne     | Giovanni I, re di Gerusalemme (Brienne)   | 1212    | 9 novembre 1225   | 9 novembre 1225     | 25 aprile 1228              | 25 aprile 1228   | Federico II |
|          | Isabella d'Inghilterra | Giovanni, re d'Inghilterra (Plantageneti) | 1214    | 15/20 luglio 1235 | 15/20 luglio 1235   | 1º dicembre 1241            | 1º dicembre 1241 | Federico II |

## Wittelsbach
| Immagine | Nome                     | Padre                                              | Nascita | Matrimonio       | Divenne imperatrice | Cessò di essere imperatrice | Morte          | Consorte    |
| -------- | ------------------------ | -------------------------------------------------- | ------- | ---------------- | ------------------- | --------------------------- | -------------- | ----------- |
|          | Margherita II di Hainaut | Guglielmo I, conte di Hainaut e d'Olanda (Avesnes) | 1311    | 26 febbraio 1324 | gennaio 1328        | 11 ottobre 1347             | 23 giugno 1356 | Ludovico IV |

## Lussemburgo
| Immagine | Nome                    | Padre                                    | Nascita    | Matrimonio     | Divenne imperatrice | Cessò di essere imperatrice | Morte            | Consorte   |
| -------- | ----------------------- | ---------------------------------------- | ---------- | -------------- | ------------------- | --------------------------- | ---------------- | ---------- |
|          | Anna di Schweidnitz     | Enrico II, duca di Schweidnitz (Piast)   | circa 1339 | 27 maggio 1353 | 5 aprile 1355       | 11 luglio 1362              | 11 luglio 1362   | Carlo IV   |
|          | Elisabetta di Pomerania | Boghislao V, duca di Pomerania (Greifen) | 1347       | 21 maggio 1363 | 1º novembre 1368    | 29 novembre 1378            | 14 febbraio 1393 | Carlo IV   |
|          | Barbara di Celje        | Ermanno II, conte di Celje (Celje)       | 1390-1395  | 1408           | 31 maggio 1433      | 9 dicembre 1437             | 11 luglio 1451   | Sigismondo |

## Asburgo
| Immagine | Nome                                          | Padre                                                                     | Nascita                          | Matrimonio        | Divenne imperatrice | Cessò di essere imperatrice | Morte            | Consorte        |
| -------- | --------------------------------------------- | ------------------------------------------------------------------------- | -------------------------------- | ----------------- | ------------------- | --------------------------- | ---------------- | --------------- |
|          | Eleonora del Portogallo                       | Edoardo, re del Portogallo (Aviz)                                         | 18 settembre 1434                | 16 marzo 1452     | 19 marzo 1452       | 3 settembre 1467            | 3 settembre 1467 | Federico III    |
|          | Bianca Maria Sforza                           | Galeazzo Maria, duca di Milano (Sforza)                                   | 5 aprile 1472                    | 16 marzo 1494     | 4 febbraio 1508     | 31 dicembre 1510            | 31 dicembre 1510 | Massimiliano I  |
|          | Isabella del Portogallo                       | Manuele I, re del Portogallo (Aviz)                                       | 23 ottobre 1503                  | 10 marzo 1526     | 24 febbraio 1530    | 1º maggio 1539              | 1º maggio 1539   | Carlo V         |
|          | Maria di Spagna                               | Carlo V, imperatore del Sacro Romano Impero e re di Spagna (Asburgo)      | 21 giugno 1528                   | 13 settembre 1548 | 25 luglio 1564      | 12 ottobre 1576             | 26 febbraio 1603 | Massimiliano II |
|          | Anna d'Austria                                | Ferdinando II, arciduca d'Austria-Tirolo (Asburgo)                        | 4 ottobre 1585                   | 4 dicembre 1611   | 13 giugno 1612      | 14 dicembre 1618            | 14 dicembre 1618 | Mattia          |
|          | Eleonora Gonzaga                              | Vincenzo I, duca di Mantova e del Monferrato (Gonzaga)                    | 23 settembre (23 febbraio?) 1598 | 4 febbraio 1622   | 4 febbraio 1622     | 15 febbraio 1537            | 27 giugno 1655   | Ferdinando II   |
|          | Maria Anna di Spagna                          | Filippo III, re di Spagna (Asburgo)                                       | 18 agosto 1606                   | 20 febbraio 1631  | 15 febbraio 1637    | 13 maggio 1646              | 13 maggio 1646   | Ferdinando III  |
|          | Maria Leopoldina d'Austria                    | Leopoldo V, arciduca d'Austria-Tirolo (Asburgo)                           | 6 aprile 1632                    | 2 luglio 1648     | 2 luglio 1648       | 7 agosto 1649               | 7 agosto 1649    | Ferdinando III  |
|          | Eleonora Gonzaga di Mantova-Nevers            | Carlo III di Gonzaga-Nevers, duca di Mayenne e Aiguillon (Gonzaga-Nevers) | 18 novembre 1630                 | 30 aprile 1651    | 30 aprile 1651      | 2 aprile 1657               | 6 dicembre 1686  | Ferdinando III  |
|          | Margherita Teresa di Spagna                   | Filippo IV, re di Spagna (Asburgo)                                        | 12 luglio 1651                   | 12 dicembre 1666  | 12 dicembre 1666    | 12 marzo 1673               | 12 marzo 1673    | Leopoldo I      |
|          | Claudia Felicita d'Austria                    | Ferdinando Carlo, arciduca d'Austria-Tirolo (Asburgo)                     | 30 marzo 1653                    | 15 ottobre 1673   | 15 ottobre 1673     | 8 aprile 1676               | 8 aprile 1676    | Leopoldo I      |
|          | Eleonora del Palatinato-Neuburg               | Filippo Guglielmo, elettore palatino (Wittelsbach)                        | 6 gennaio 1655                   | 14 dicembre 1676  | 14 dicembre 1676    | 5 maggio 1705               | 19 gennaio 1720  | Leopoldo I      |
|          | Guglielmina Amalia di Brunswick-Lüneburg      | Giovanni Federico, duca di Brunswick-Lüneburg (Hannover)                  | 21 aprile 1673                   | 24 febbraio 1699  | 5 maggio 1705       | 17 aprile 1711              | 10 aprile 1742   | Giuseppe I      |
|          | Elisabetta Cristina di Brunswick-Wolfenbüttel | Luigi Rodolfo, duca di Brunswick-Wolfenbüttel (Welfen)                    | 28 agosto (28 settembre?) 1691   | 1º agosto 1708    | 12 ottobre 1711     | 20 ottobre 1740             | 21 dicembre 1750 | Carlo VI        |

## Wittelsbach
| Immagine | Nome                   | Padre                                                    | Nascita         | Matrimonio     | Divenne imperatrice | Cessò di essere imperatrice | Morte            | Consorte  |
| -------- | ---------------------- | -------------------------------------------------------- | --------------- | -------------- | ------------------- | --------------------------- | ---------------- | --------- |
|          | Maria Amalia d'Austria | Giuseppe I, imperatore del Sacro Romano Impero (Asburgo) | 22 ottobre 1701 | 5 ottobre 1722 | 24 gennaio 1742     | 20 gennaio 1745             | 11 dicembre 1756 | Carlo VII |

## Lorena
| Immagine | Nome                   | Padre                                                  | Nascita        | Matrimonio       | Divenne imperatrice | Cessò di essere imperatrice | Morte            | Consorte    |
| -------- | ---------------------- | ------------------------------------------------------ | -------------- | ---------------- | ------------------- | --------------------------- | ---------------- | ----------- |
|          | Maria Teresa d'Austria | Carlo VI, imperatore del Sacro Romano Impero (Asburgo) | 13 maggio 1717 | 12 febbraio 1736 | 13 settembre 1745   | 18 agosto 1765              | 29 novembre 1780 | Francesco I |

## Asburgo-Lorena
| Immagine | Nome                                | Padre                                                       | Nascita          | Matrimonio      | Divenne imperatrice | Cessò di essere imperatrice              | Morte          | Consorte     |
| -------- | ----------------------------------- | ----------------------------------------------------------- | ---------------- | --------------- | ------------------- | ---------------------------------------- | -------------- | ------------ |
|          | Maria Giuseppa di Baviera           | Carlo VII, imperatore del Sacro Romano Impero (Wittelsbach) | 30 marzo 1739    | 23 gennaio 1765 | 18 agosto 1765      | 28 maggio 1767                           | 28 maggio 1767 | Giuseppe II  |
|          | Maria Luisa di Spagna               | Carlo III, re di Spagna (Borbone)                           | 24 novembre 1745 | 5 agosto 1765   | 30 settembre 1790   | 1º marzo 1792                            | 15 maggio 1792 | Leopoldo II  |
|          | Maria Teresa di Borbone-Due Sicilie | Ferdinando IV, re di Napoli (Borbone)                       | 6 giugno 1772    | 15 agosto 1790  | 5 luglio 1792       | 6 agosto 1806 (dissoluzione dell'impero) | 13 aprile 1807 | Francesco II |

Il trattato di pace di Pressburgo del 26 dicembre 1805, firmato tra la Francia di Napoleone e l'imperatore Francesco II, segnò di fatto la fine del Sacro Romano Impero.
Il 6 agosto 1806 Francesco II rinunciò al titolo di sacro romano imperatore, proclamandosi semplicemente imperatore d'Austria, e mettendo così la parola fine alla millenaria storia del Sacro Romano Impero.
Maria Teresa di Borbone-Due Sicilie, ultima sacra romana imperatrice, divenne di conseguenza prima imperatrice d'Austria.